# Naracoorte and Lucindale
Naracoorte and Lucindale är en region i Australien. Den ligger i delstaten South Australia, omkring 290 kilometer sydost om delstatshuvudstaden Adelaide. Antalet invånare är 8 441.
Följande samhällen finns i Naracoorte and Lucindale:
- Naracoorte
- Lucindale
- Frances
- Hynam
- Conmurra

Trakten runt Naracoorte and Lucindale består till största delen av jordbruksmark. Trakten runt Naracoorte and Lucindale är nära nog obefolkad, med mindre än två invånare per kvadratkilometer. Genomsnittlig årsnederbörd är 808 millimeter. Den regnigaste månaden är juli, med i genomsnitt 137 mm nederbörd, och den torraste är februari, med 17 mm nederbörd.